# NGC 3919
NGC 3919 је елиптична галаксија у сазвежђу Лав која се налази на NGC листи објеката дубоког неба.
Деклинација објекта је + 20° 0' 56" а ректасцензија 11h 50m 41,5s. Привидна величина (магнитуда) објекта NGC 3919 износи 13,4 а фотографска магнитуда 14,4. NGC 3919 је још познат и под ознакама UGC 6810, MCG 3-30-119, CGCG 97-161, PGC 37032.